# Silpaktjärnarna (Jokkmokks socken, Lappland, 740223-169388)
Silpaktjärnarna är en sjö i Jokkmokks kommun i Lappland och ingår i Luleälvens huvudavrinningsområde. Sjön har en area på 0,0555 kvadratkilometer och ligger 292 meter över havet.

## Delavrinningsområde
Silpaktjärnarna ingår i det delavrinningsområde (740208-169381) som SMHI kallar för Mynnar i Miessaurebäcken. Medelhöjden är 321 meter över havet och ytan är 8,43 kvadratkilometer. Räknas de 2 avrinningsområdena uppströms in blir den ackumulerade arean 11,51 kvadratkilometer. Vattendraget som avvattnar avrinningsområdet har biflödesordning 3, vilket innebär att vattnet flödar genom totalt 3 vattendrag innan det når havet efter 167 kilometer. Avrinningsområdet består mestadels av skog (73 procent) och sankmarker (22 procent). Avrinningsområdet har 0,06 kvadratkilometer vattenytor vilket ger det en sjöprocent på 0,7 procent.